# 地頭方 (上尾市)
地頭方（じとうがた）は、埼玉県上尾市の大字。郵便番号は362-0051。
市の統計などでは大谷地区で分類されている。

## 地理
埼玉県の中央地域（県央地域）で、上尾市南部の大宮台地上に位置する。東側を大谷本郷、南側を堤崎、西側を平方領領家、北側を小敷谷や壱丁目と隣接する。また、東側は大字向山、北側は平方とも僅かに隣接する。上尾道路が開通し、さいたま市や首都圏中央連絡自動車道（圏央道）方面への交通量が増加している。市街化区域（ほぼ全域が準工業地域に指定）である東部には住宅地が多く、UDトラックスやその関連工場も見られるが、市街化調整区域となる西部は畑地となっている。その畑地周辺の水路の水を集め浅間川（準用河川）が南へ流れていく。
地内に集落跡である「中谷遺跡」（県遺跡番号：14-126）があり、土器片が発掘されている。

## 歴史
もとは江戸期より存在した武蔵国足立郡平方領に属する地頭方村であった。村高は正保年間の『武蔵田園簿』では173石（田45石余、畑127石余）、『元禄郷帳』によると145石余、『天保郷帳』によると149石余であった。化政期の戸数は30軒で、村の規模は東西4町、南北7町余であった。地名の由来は地頭の領分によるものと云われている。新井・戸崎村に飛地を領していた。
1875年（明治8年）の農業産物高は武蔵国郡村誌によると米25石、大麦80石、小麦35石、大豆25石、小豆8石、栗15石、稗13石、蕎麦6石、甘藷2000貫、里芋1500貫、茄子30貫、大根250貫、綿40貫であった。
- はじめは幕府領、1624年（寛永元年）より岩槻藩阿部氏領となる[10][注釈 2]。なお、検地は1630年（寛永7年）および1694年（元禄7年）に実施。
- 1681年（天和元年）に阿部氏の転封により再び幕府領[10]、後にその一部が旗本小川氏の知行地となる[7]。なお、新田検地を1744年（延享元年）に実施。
- 幕末の時点では足立郡地頭方村であった。明治初年の『旧高旧領取調帳』[注釈 3]の記載によると、代官大竹左馬太郎支配所が管轄する幕府領、および旗本小川源之進の知行であった[10][11]。
- 1868年（慶応4年）6月19日 - 旧幕府領が武蔵知県事・山田政則（忍藩士）の管轄となる。
- 1869年（明治2年）1月13日 - 武蔵知県事・宮原忠英の管轄区域に大宮県（後に浦和県）を設置、同県の管轄となる。県庁は東京府馬喰町に置かれる。
- 1871年（明治4年）11月13日 - 第1次府県統合により埼玉県の管轄となる。
- 1872年（明治5年）
  - 3月 - 大区小区制施行により第19区に属す[12][13]。
  - 月日不明 - 地内の正円寺（新義真言宗、日乗院末）が廃寺となる[14]。
- 1879年（明治12年）3月17日 - 郡区町村編制法により成立した北足立郡に属す。郡役所は浦和宿に設置。
- 1884年（明治17年）7月14日 - 連合戸長役場制により成立した平方村連合に属す。連合戸長役場は平方村に設置[15]。
- 1883年（明治18年） - 上尾と川越を結ぶ道路を改良して県道（現在の埼玉県道51号川越上尾線）として開通する[16]。
- 1889年（明治22年）4月1日 - 町村制施行に伴い、地頭方村を含む区域をもって大谷村が成立。大谷村の大字地頭方となる[7]。
- 1955年（昭和30年）1月1日 - 大谷村が合併により上尾町となったことに伴い[17]、上尾町の大字となる[7]。
- 1958年（昭和33年）7月15日 - 上尾町が市制施行し、上尾市の大字となる[17]。
- 1963年（昭和38年） - 地区内に日産ディーゼル工業（現・UDトラックス）の工場が建設される[10]。
- 1996年（平成8年）1月12日 - 地内に上尾中央第二病院が開設される[18]。
- 2000年（平成12年）10月 - 地頭方の飛地がある浅間川沿いの低地に大宮花の丘農林公苑が完成する[19]。
- 2007年（平成19年）1月23日 - 大谷北部第四地区土地区画整理事業の都市計画決定[20]。
- 2008年（平成20年）3月 - 地区内を通る上尾道路の自動車道路一般部および側道にあたるサービス道路部分が完成する。なお、上尾道路に「地頭方夢の橋」と称する横断歩道橋が架けられる。名前は橋付近に所在する大谷小学校に在籍の児童からの公募によるもの[21]。
- 2009年（平成21年）12月16日 - 「地頭方の大山灯籠行事」が市の登録無形民俗文化財に指定される[22]。
- 2010年（平成22年）3月27日 - 上尾道路が暫定2車線で開通する。
- 2017年（平成29年）10月 - 上尾市街づくり推進条例に基づき「地頭方地区街づくり協議会」が結成される[注釈 4]。
- 2020年（令和2年）11月21日 - 大谷北部第四土地区画整理事業の換地処分が前日に行われたことに伴い、町名地番変更が行われ、大字地頭方（字三ッ塚）の一部が壱丁目南の一部となる[23]。
- 2021年（令和3年）3月26日 - 地頭方地区の地区計画決定[24]。

### 小字
- 西谷[10][注釈 5]
- 中谷
- 谷畑
- 三塚[注釈 6]
- 北谷
- 天神谷
- 東谷[注釈 7]
- 鳥久保[注釈 8]
- 坂下
- 中新井

※ 『武蔵國郡村誌』には「西ノ前」、『新編武蔵風土記稿』には「前谷」・「堂の前」・「後ろ谷」の記載があるが、現在の場所を特定できない。

## 世帯数と人口
2021年（令和3年）1月1日現在（上尾市発表）の世帯数と人口は以下の通りである。
| 大字   | 世帯数  | 人口    |
| ------ | ------- | ------- |
| 地頭方 | 811世帯 | 1,837人 |

## 小・中学校の学区
市立小・中学校に通う場合、学区（校区）は以下の通りとなる。
| 番地           | 小学校               | 中学校             |
| -------------- | -------------------- | ------------------ |
| 1〜629（全域） | 上尾市立平方東小学校 | 上尾市立太平中学校 |

## 事業所
2021年（令和3年）現在の経済センサス調査による事業所数と従業員数は以下の通りである。
| 大字   | 事業所数 | 従業員数 |
| ------ | -------- | -------- |
| 地頭方 | 40事業所 | 715人    |

## 交通
地区内に鉄道は敷設されていない。JR東日本高崎線上尾駅からは地区北端で3.3 km以上離れている。JR東日本川越線西大宮駅からも地区南端で3.4 km以上距離があり徒歩圏ではない。

### 道路
地内の市街化区域との境界線上に都市計画道路「西環状線」（幅員12 m）が計画されている。概ね現道を線形改良および拡幅する形となる。
- 国道17号（上尾道路）
- 埼玉県道51号川越上尾線（川越街道・ニッサン通り）
- 埼玉県道323号上尾環状線 - 川越上尾線に重複

### バス
上尾駅西口駅前より平方や川越駅方面への路線バスが多数運行されている。
東武バスウエスト上尾営業所
地区内は「新田前」バス停留所が設置されている。
上尾市コミュニティバス「ぐるっとくん」
- 大谷循環
- 平方小敷谷循環

地区内は「地頭方東谷」、「地頭方天神谷」、「新田前」バス停留所が設置されている。

## 地域

### 町内会
- 地頭方自治会[30]

### 祭事
- 地頭方の大山灯籠行事 - 市登録無形民俗文化財[22]

### 寺社
地内の氷川神社の北西およそ100メートルの場所に正円寺があった。墓地が残る。また、合祀され存在しないが、神明社や雷電社が鎮座した時期があった。
- 氷川神社 - 平方八枝神社の兼務社[31]
- 八雲神社
- 天神社

### 施設
地内に街区公園や指定緊急避難場所は存在しない。
- 上尾中央第二病院（旧上尾甦生病院）
- 地頭方公民館 - 氷川神社の場所に位置する。移転前は正円寺廃寺跡の場所にあった。
- UDトラックス - 一部が敷地に掛かる
- 大宮花の丘農林公苑（一部） - 飛地に位置する